# 9649 Junfukue
9649 Junfukue este o planetă minoră (asteroid), cu un diametru de 2,996 km, din centura de asteroizi. A fost descoperită pe 2 decembrie 1995 la Observatorul Ōizumi de Takao Kobayashi și a fost numită după Jun Fukue⁠(d). 
Obiectul prezintă o orbită caracterizată de o semiaxă mare de 2,2288328 UAi, o excentricitate de 0,15, o înclinație de 3,95899 ° în raport cu ecliptica.